# Hacking Team

公司标志

Hacking Team是一家總部在意大利米兰的信息技术公司。该公司向政府部门及执法机构有偿提供电脑入侵及监视服务，允许政府监听网民的通信、解码加密文件、记录Skype等网络电话通信、远程开启麦克风和摄像头。该公司也因提供这些服务给不重视人权的一些政府而遭到批评。  Hacking Team声称如果政府利用它们的软件做出不道德行为，公司有能力禁用软件。
2014年6月，多伦多大学的一项报告详细分析了Hacking Team的远程控制系统的功能、架构和技术。
Hacking Team位于意大利的公司有大约40名雇员，并在安纳波利斯和新加坡设有分公司。该公司的产品客户遍布六大洲的许多国家。

## 公司历史
Hacking Team由Alberto Ornaghi和Marco Valleri两位意大利程序员创立。在公司正式成立前，Ornaghi和Valleri编写过一些用于监视和控制远程电脑的工具。一款名为Ettercap的程序受到黑客和一些公司的欢迎，前者希望通过该程序监视人群，后者则希望测试公司内部网络是否安全。
米兰警方获悉这一工具後，希望用Ettercap来监控意大利公民、监听大众的Skype通话，于是与Ornaghi和Valleri取得联系，希望他们能量身定做程序，Hacking Team就此成為「第一家向警方销售商业黑客软件的公司」。

### 2015年入侵泄露事件
2015年7月5日，该公司的Twitter帐号遭到不明人士入侵，入侵者发布了一条关于Hacking Team数据泄露的通告。首条通告写道：「反正我们也没什么东西好藏，那就把我们的电子邮件、文件、源代码都发布出来…」，并附有400GB数据的BitTorrent和Mega下载链接，其中包含入侵者所称的内部电子邮件、发票和源代码。此通告随后被维基解密和众多网友转发。
泄露的内容十分庞大，初步分析显示Hacking Team曾向黎巴嫩军以及苏丹开具发票，巴林和哈萨克斯坦同样购买过监视工具。而Hacking Team事發前曾声明他们从未与苏丹进行交易。
泄露的数据中包含一个跨平台的Flash零日漏洞（CVE编号为CVE-2015-5119）。文件中有一个演示网页能利用此漏洞打开计算器。Adobe于2015年7月8日修复了该漏洞。除此之外，泄露的数据中还有一个缓冲区溢出漏洞，可攻击Adobe Open Type管理器的DLL。因为该DLL运行于内核模式，所以此漏洞可以提升权限、绕过沙盒。
泄露数据还显示Hacking Team的雇员使用的密码十分脆弱，如P4ssword、wolverine、universo等。

## 與Hacking Team有來往的國家政權及地方政府
除了巴林、哈薩克斯坦、黎巴嫩军和蘇丹共和國，據維基解密於2015年揭發的文件及電郵顯示，該公司亦曾向利比亞、摩洛哥、蘇丹、沙地阿拉伯、埃及和埃塞俄比亞的安全機構提供入侵式黑客軟件。相關文件亦顯示，專門負責刑事調查的澳門司法警察局曾於2012年從Hacking Team洽購手機監控系統，又在同年10月安排Hacking Team到警署示範黑客軟件，香港廉政公署的一名調查主任在2014年聯繫了Hacking Team，對該公司的伽利略遠程控制工具表達了興趣，要求演示。

## 能力
Hacking Team使客户可以对公民进行远程监控，通过他们的远程控制系统（RCS），包括Da Vinci：
- 隐蔽地收集手机的电子邮件、短信、通话记录和电话本
- 按键记录
- 记录搜索记录数据和屏幕截图
- 对通话进行录音
- 使用手机收集环境噪音和对话
- 激活手机或电脑的摄像头
- 劫持手机的GPS系统以监控目标的移动

Hacking Team使用高级技术来避免手机电量下降过快，防止人产生怀疑，并使用其它方法避免检测。